# Кристиан фон Рантцау
Кристиан фон Рантцау (на немски: Christian von Rantzau; * 2 май 1614 в дворец Хадерслебен в Хадерслев, Дания; † 8 ноември 1663 в Копенхаген) е от 1650 г. имперски граф от Рантцау в Южен Шлезвиг-Холщайн, господар на Брайтенбург, от 1648 г. датски щатхалтер в кралската част на Шлезвиг-Холщайн.
Той е син на Герхард Рантцау (1558 – 1627), датски щатхалтер в кралската част на Шлезвиг-Холщайн (1600 – 1627), и втората му съпруга Доротея фон Брокдорф († 1630), дъщеря на Детлеф фон Брокдорф (1559 – 1628) и Ида фон Рантцау († 1596).
След смъртта на баща му на 28 януари 1627 г. Кристиан фон Рантцау следва в „Рицарската академия Соро“ (лат. Academia Sorana). В това време фамилната собственост в Холщайн е окупирана от войската на Албрехт фон Валенщайн и известната им библиотека в дворец Брайтенбург при Итцехое на 29 септември 1627 г. е унищожена.
През 1630 г. Кристиан фон Рантцау се разболява от едра шарка. Майка му умира няколко седмици по-късно от тази болест. Една датска делегация го кани да я придружава до Курфюрсткото събрание в Регенсбург (1630). От Регенсбург делегацията пътува до Нидерландия и до Франция. Там той влиза в „Académie Orléans“ и през 1632 г. е избран за Consiliarius Nationis Teutonicae. След завръщането му 1633 г. той е до 21 юни 1634 г. датски „дворцов младеж“ и до 22 май 1636 г. датски „камер-младеж“. Като такъв той придружава крал Кристиан IV до Норвегия. Кристиан фон Рантцау е приятел с неговия зет Корфитц Улфелдт (1606 – 1664).
След женитбата си Кристиан фон Рантцау се оттегля в двореца си Брайтенбург. През края на 1636 г. княз Лудвиг I фон Анхалт-Кьотен приема Кристиан в литературното общество (Fruhtbringende Gesellschaft).
Той е на датска кралска служба и става 1639 г. „амт-ман“ в Рендсбург и 1640 г. също съветник там. От 1643 до 1645 г. той е датски генерал-военен комисар по време на „войната Торстенсон“.
След смъртта на Кристиан IV през февруари 1648 г. Кристиан фон Рантцау бързо се издига при Фредерик III. На 26 ноември 1648 г. той става рицар на „Ордена Елефантен“. Същата година той става щатхалтер на датските кралски части на херцогствата Шлезвиг и Холщайн, службата, която са имали дядо му и баща му.
Той е номиниран за президент на „държавния колегиум“ на 23 август 1661 г., получава права като премиер-министър. През 1661 г. той получава титлата „главен щатхалтер на херцогствата“. От 13 ноември 1651 г. той също е „домхер“ в катедралния капител в Любек.
Кристиан фон Рантцау умира на 49 години на 8 ноември 1663 г. в Копенхаген. Погребан е до починалата му съпруга през 1662 г. и майка му в гробницата на църквата „Св. Лаурентии“ в Итцехое.
Кристиан фон Рантцау умира на 49 години на 8 ноември/18 ноември 1663 г. в Копенхаген. Неговата единствена графската част от фамилията Рантцау съществува до 1726 г.

## Фамилия
Кристиан фон Рантцау се жени на 31 юли 1636 г. в Итцехое за Доротея фон Рантцау (* 29 януари/8 февруари 1619, Щайнбург; † 9 април/5 ноември 1662, Фленсбург), дъщеря на Детлев Рантцау (1577 – 1639) и Доротея фон Алефелд (1586 – 1647). Те имат две деца:
- Маргарета Доротея фон Рантцау (* 8 март 1641, Рендсбург; † 16 август 1665, Итцехое, погребана на 17 януари 1666 в Кил), омъжена на 26 декември 1657 г. за граф Фридрих фон Алефелд, господар на Риксинген и Маримонт (* 1623; † 7 юли 1686), датски политик
- Кристиан Детлев фон Рантцау-Брайтенбург (* 11 мат 1644; † 8 септември 1697), 2. имперски граф, женен 1664 г. за фрайин Катарина Хедвиг фон Брокдорф (* 17 юни 1645; † 25 ноември 1689)